# Pleasant Hills, Maryland
Pleasant Hills är en ort i Harford County i delstaten Maryland, USA.